# Simris församling
Simris församling var en församling i Lunds stift och i Simrishamns kommun. Församlingen uppgick 2006 i Simrishamns församling.

## Administrativ historik
Församlingen har medeltida ursprung. 
Församlingen var till 1962 moderförsamling i pastoratet Simris och (Östra) Nöbbelöv. Från 1962 till 2006 annexförsamling i pastoratet Simrishamn, Järrestad, Simris, Östra Nöbbelöv och Gladsax. Församlingen uppgick 2006 i Simrishamns församling.

## Organister och klockare
| Ämbetstid | Namn           | Levnadstid | Övrigt    |
| --------- | -------------- | ---------- | --------- |
| 1734–1740 | Elias Bergman  | 1693–1740  | Klockare. |
| 1742–1780 | Magnus Enström | 1718–1780  | Klockare. |
| 1781–1800 | Knaust         |            | Klockare. |
| 1810      | Stolt          |            | Klockare. |

## Kyrkor
- Simris kyrka